# Saison NBA 2016-2017
Navigation
Saison 2015-2016 Saison 2017-2018
La saison NBA 2016-2017 est la 68e saison de la NBA (71e en comptant les trois saisons BAA) Le NBA All-Star Game 2017 s'est déroulé le 19 février 2017.
La saison régulière débute le mardi 25 octobre 2016 et s'achève le mercredi 12 avril 2017. Les playoffs débutent le samedi 15 avril 2017.

## Calendrier des événements de la saison
- 25 octobre 2016 : Ouverture de la saison régulière 2016-2017.
- 19 février 2017 : NBA All Star Weekend, à La Nouvelle-Orléans.
- 23 février 2017 : Date limite des transferts, à 21h (3 p.m. aux États-Unis).
- 12 avril 2017 : Dernier jour de la saison régulière.
- 15 avril 2017 : Début des Playoffs NBA.
- 1er juin 2017 : Début des Finales NBA.

## Transactions
Le salary cap passe à 94 millions de dollars soit 24 millions de plus que la saison précédente et le seuil de la luxury tax augmente de plus de 29 millions de dollars et passe à 113 millions de dollars.

### Retraites
- Le 11 juillet 2016, Tim Duncan annonce sa retraite après 19 saisons et cinq titres NBA avec les Spurs de San Antonio[2].
- Le 25 juillet 2016, Sasha Kaun annonce sa retraite après seulement une saison et un titre NBA avec les Cavaliers de Cleveland[3].
- Le 26 juillet 2016, Amar'e Stoudemire annonce sa retraite en NBA après avoir signé un contrat avec les Knicks de New York, mettant fin à 14 saisons en NBA, et part terminer sa carrière à l'étranger[4].
- Le 23 septembre 2016, Kevin Garnett annonce sa retraite après 21 saisons et un titre NBA en 2008 avec les Celtics de Boston[5].
- Le 26 septembre 2016, Paul Pierce annonce qu'il prendra sa retraite à l'issue de la saison, après 19 saisons et un titre NBA en 2008 avec les Celtics de Boston[6].
- Le 26 septembre 2016, Mo Williams annonce sa retraite après 13 saisons et un titre NBA en 2016 avec les Cavaliers de Cleveland[7].
- Le 20 octobre 2016, Elton Brand annonce sa retraite après 17 saisons en NBA, et avoir finalement joué un an de plus après une première annonce de retraite en 2015[8].
- Le 1er novembre 2016, Ray Allen annonce sa retraite après 18 saisons et deux titres NBA, un en 2008 avec les Celtics de Boston et le second en 2013 avec le Heat de Miami[9].
- Le 25 novembre 2016, Kevin Martin annonce sa retraite après 12 saisons en NBA[10].
- Le 19 décembre 2016, DeShawn Stevenson annonce sa retraite après 13 saisons et un titre NBA en 2011 avec les Mavericks de Dallas[11].
- Le 6 janvier 2017, Matt Bonner annonce sa retraite après 12 saisons et deux titres NBA en 2007 et 2014 avec les Spurs de San Antonio[12].

### Entraîneurs
| Avant la saison           | Avant la saison      | Avant la saison      |
| Équipe                    | Entraîneur 2015-2016 | Entraîneur 2016-2017 |
| ------------------------- | -------------------- | -------------------- |
| Nets de Brooklyn          | Tony Brown           | Kenny Atkinson       |
| Timberwolves du Minnesota | Sam Mitchell         | Tom Thibodeau        |
| Wizards de Washington     | Randy Wittman        | Scott Brooks         |
| Kings de Sacramento       | George Karl          | David Joerger        |
| Lakers de Los Angeles     | Byron Scott          | Luke Walton          |
| Rockets de Houston        | J. B. Bickerstaff    | Mike D'Antoni        |
| Pacers de l'Indiana       | Frank Vogel          | Nate McMillan        |
| Grizzlies de Memphis      | David Joerger        | David Fizdale        |
| Magic d'Orlando           | Scott Skiles         | Frank Vogel          |
| Knicks de New York        | Kurt Rambis          | Jeff Hornacek        |

#### Avant saison
- Le 14 avril 2016, les Timberwolves du Minnesota se séparent de Sam Mitchell après le dernier match de la saison régulière[13].
  - Il est remplacé le 20 avril 2016 par Tom Thibodeau qui prend les rênes de l'équipe et devient aussi président des opérations de basket-ball[14].
- Le 14 avril 2016, les Wizards de Washington se séparent de Randy Wittman après la non qualification des Wizards pour les playoffs[13].
  - Il est remplacé le 21 avril 2016 par Scott Brooks[15].
- Le 14 avril 2016, les Kings de Sacramento se séparent de George Karl après une saison décevante et un bilan de 33 victoires pour 49 défaites[16].
  - Il est remplacé le 9 mai 2016 par David Joerger deux jours après avoir été limogé par les Grizzlies de Memphis[17].
- Le 17 avril 2016, les Nets de Brooklyn nomment Kenny Atkinson au poste d’entraîneur principal[18].
- Le 19 avril 2016, les Suns de Phoenix officialisent Earl Watson au poste d’entraîneur principal pour une durée de 3 ans après une année d'intérim au poste[19].
- Le 25 avril 2016, les Lakers de Los Angeles décident de ne pas exercer leur option pour conserver Byron Scott son bilan de 38 victoires pour 126 défaites (23,2 % de victoires) et la pire série des 16 entraîneurs ayant entrainés au moins deux ans la franchise[20].
  - Il est remplacé le 29 avril 2016 par Luke Walton qui était l'assistant de Steve Kerr aux Warriors de Golden State l'an passé et a réalisé un bilan de 39 victoires pour 4 défaites lors de l'absence de Kerr pour des raisons médicales[21].
- Le 5 mai 2016, les Pacers de l'Indiana décident de ne pas renouveler le contrat de Frank Vogel et ce malgré une qualification en playoffs[22].
  - Il est remplacé le 14 mai 2016 par Nate McMillan[23].
- Le 7 mai 2016, les Grizzlies de Memphis décident de se séparer de David Joerger après une défaite 4-0 au premier tour des playoffs contre les Spurs de San Antonio[24].
  - Il est remplacé le 29 mai 2016 par David Fizdale qui était adjoint au Heat de Miami l'an passé[25].
- Le 12 mai 2016, Scott Skiles démissionne de son poste d'entraîneur du Magic d'Orlando[26].
  - Il est remplacé le 20 mai 2016 par Frank Vogel qui était l'entraîneur des Pacers de l'Indiana l'an passé[27].
- Le 1er juin 2016, les Rockets de Houston nomment Mike D'Antoni au poste d’entraîneur principal[28].
- Le 2 juin 2016, les Knicks de New York nomment Jeff Hornacek au poste d’entraîneur principal[29].

## Pré-saison
La pré-saison a commencé le samedi 1er octobre 2016 et s'est achevée le vendredi 21 octobre 2016.

## Saison régulière
La saison régulière débutera le mardi 25 octobre 2016 à la Quicken Loans Arena des Cleveland Cavaliers qui reçoivent les New York Knicks et se terminera le mercredi 12 avril 2017. 

## Classements
| Champion de division | Qualifié pour les playoffs | Non qualifié pour les playoffs |

Les champions de division ne sont pas automatiquement qualifiés pour les playoffs, seuls les huit premiers de chaque conférence se qualifient pour les playoffs.

### Par division
Source : nba.com
 Mise à jour : Après matchs du 12 avril 2016
| Division Atlantique   | V  | D  | MJ | V/D  | GB | Dom   | Ext   | Div  | Conf  |
| --------------------- | -- | -- | -- | ---- | -- | ----- | ----- | ---- | ----- |
| Celtics de Boston     | 53 | 29 | 82 | .646 | -  | 30-11 | 23-18 | 11-5 | 36-16 |
| Raptors de Toronto    | 51 | 31 | 82 | .622 | 2  | 28-13 | 23-18 | 14-2 | 34-18 |
| Knicks de New York    | 31 | 51 | 82 | .378 | 22 | 19-22 | 12-29 | 5-11 | 22-30 |
| 76ers de Philadelphie | 28 | 54 | 82 | .341 | 25 | 17-24 | 19-33 | 7-9  | 19-33 |
| Nets de Brooklyn      | 20 | 62 | 82 | .244 | 33 | 13-28 | 7-34  | 3-13 | 11-41 |

| Division Centrale       | V  | D  | MJ | V/D  | GB | Dom   | Ext   | Div  | Conf  |
| ----------------------- | -- | -- | -- | ---- | -- | ----- | ----- | ---- | ----- |
| Cavaliers de ClevelandT | 51 | 31 | 82 | .622 | -  | 31-10 | 20-21 | 8-8  | 35-17 |
| Bucks de Milwaukee      | 42 | 40 | 82 | .512 | 9  | 23-18 | 19-22 | 10-6 | 27-25 |
| Pacers de l'Indiana     | 42 | 40 | 82 | .512 | 9  | 29-12 | 13-28 | 8-8  | 26-26 |
| Bulls de Chicago        | 41 | 41 | 82 | .500 | 10 | 25-16 | 16-25 | 9-7  | 28-24 |
| Pistons de Détroit      | 37 | 45 | 82 | .451 | 14 | 24-17 | 13-28 | 5-11 | 21-31 |

| Division Sud-Est     | V  | D  | MJ | V/D  | GB | Dom   | Ext   | Div  | Conf  |
| -------------------- | -- | -- | -- | ---- | -- | ----- | ----- | ---- | ----- |
| Washington Wizards   | 49 | 33 | 82 | .598 | -  | 30-11 | 19-22 | 8-8  | 32-20 |
| Hawks d'Atlanta      | 43 | 39 | 82 | .524 | 6  | 23-18 | 20-21 | 6-10 | 30-22 |
| Heat de Miami        | 41 | 41 | 82 | .500 | 8  | 23-18 | 18-23 | 9-7  | 27-25 |
| Hornets de Charlotte | 36 | 46 | 82 | .439 | 13 | 22-19 | 14-27 | 10-6 | 22-30 |
| Magic d'Orlando      | 29 | 53 | 82 | .354 | 20 | 16-25 | 13-28 | 7-9  | 20-32 |

| Division Nord-Ouest       | V  | D  | MJ | V/D  | GB | Dom   | Ext   | Div  | Conf  |
| ------------------------- | -- | -- | -- | ---- | -- | ----- | ----- | ---- | ----- |
| Jazz de l'Utah            | 51 | 31 | 82 | .622 | -  | 29-12 | 22-19 | 8-8  | 31-21 |
| Thunder d'Oklahoma City   | 47 | 35 | 82 | .573 | 4  | 28-13 | 19-22 | 10-6 | 29-23 |
| Trail Blazers de Portland | 41 | 41 | 82 | .500 | 10 | 25-16 | 16-25 | 11-5 | 28-24 |
| Nuggets de Denver         | 40 | 42 | 82 | .488 | 11 | 22-19 | 18-23 | 6-10 | 24-28 |
| Timberwolves du Minnesota | 31 | 51 | 82 | .378 | 20 | 20-21 | 11-30 | 5-11 | 18-34 |

| Division Pacifique       | V  | D  | MJ | V/D  | GB | Dom   | Ext   | Div  | Conf  |
| ------------------------ | -- | -- | -- | ---- | -- | ----- | ----- | ---- | ----- |
| Warriors de Golden State | 67 | 15 | 82 | .817 | -  | 36-5  | 31-10 | 14-2 | 42-10 |
| Clippers de Los Angeles  | 51 | 31 | 82 | .622 | 16 | 29-12 | 22-19 | 10-6 | 31-21 |
| Kings de Sacramento      | 32 | 50 | 82 | .390 | 35 | 17-24 | 15-26 | 7-9  | 21-31 |
| Lakers de Los Angeles    | 26 | 56 | 82 | .317 | 41 | 17-24 | 9-32  | 6-10 | 16-36 |
| Suns de Phoenix          | 24 | 58 | 82 | .293 | 43 | 15-26 | 9-32  | 3-13 | 11-41 |

| Division Sud-Ouest       | V  | D  | MJ | V/D  | GB | Dom   | Ext   | Div  | Conf  |
| ------------------------ | -- | -- | -- | ---- | -- | ----- | ----- | ---- | ----- |
| Spurs de San Antonio     | 61 | 21 | 82 | .744 | -  | 31-10 | 30-11 | 11-5 | 36-16 |
| Rockets de Houston       | 55 | 27 | 82 | .671 | 6  | 30-11 | 25-16 | 10-6 | 36-16 |
| Grizzlies de Memphis     | 43 | 39 | 82 | .524 | 18 | 24-17 | 19-22 | 8-8  | 28-24 |
| Pelicans de Nlle-Orléans | 34 | 48 | 82 | .415 | 27 | 21-20 | 13-28 | 6-10 | 20-32 |
| Mavericks de Dallas      | 33 | 49 | 82 | .402 | 28 | 21-20 | 12-29 | 5-11 | 19-33 |

### Par conférence
Source : nba.com
 Mise à jour : 13 avril 2017
| Conférence Est | Conférence Est          | Conférence Est | Conférence Est | Conférence Est | Conférence Est | Conférence Est | Conférence Est |
| No             | Franchise               | Vic.           | Déf.           | MJ             | MR             | V/D            | GB             |
| -------------- | ----------------------- | -------------- | -------------- | -------------- | -------------- | -------------- | -------------- |
| 1              | Celtics de Boston       | 53             | 29             | 82             | 0              | .646           | -              |
| 2              | Cavaliers de ClevelandT | 51             | 31             | 82             | 0              | .622           | 2              |
| 3              | Raptors de Toronto      | 51             | 31             | 82             | 0              | .622           | 2              |
| 4              | Wizards de Washington   | 49             | 33             | 82             | 0              | .598           | 4              |
| 5              | Hawks d'Atlanta         | 43             | 39             | 82             | 0              | .524           | 10             |
| 6              | Bucks de Milwaukee      | 42             | 40             | 82             | 0              | .512           | 11             |
| 7              | Pacers de l'Indiana     | 42             | 40             | 82             | 0              | .512           | 11             |
| 8              | Bulls de Chicago        | 41             | 41             | 82             | 0              | .500           | 12             |
|                |                         |                |                |                |                |                |                |
| 9              | Heat de Miami           | 41             | 41             | 82             | 0              | .500           | 12             |
| 10             | Pistons de Détroit      | 37             | 45             | 82             | 0              | .451           | 16             |
| 11             | Hornets de Charlotte    | 36             | 46             | 82             | 0              | .439           | 17             |
| 12             | Knicks de New York      | 31             | 51             | 82             | 0              | .378           | 22             |
| 13             | Magic d'Orlando         | 29             | 53             | 82             | 0              | .354           | 24             |
| 14             | 76ers de Philadelphie   | 28             | 54             | 82             | 0              | .341           | 25             |
| 15             | Nets de Brooklyn        | 20             | 62             | 82             | 0              | .244           | 33             |

| Conférence Ouest | Conférence Ouest                | Conférence Ouest | Conférence Ouest | Conférence Ouest | Conférence Ouest | Conférence Ouest | Conférence Ouest |
| No               | Franchise                       | Vic.             | Def.             | MJ               | MR               | V/D              | GB               |
| ---------------- | ------------------------------- | ---------------- | ---------------- | ---------------- | ---------------- | ---------------- | ---------------- |
| 1                | Warriors de Golden State        | 67               | 15               | 82               | 0                | .817             | -                |
| 2                | Spurs de San Antonio            | 61               | 21               | 82               | 0                | .744             | 6                |
| 3                | Rockets de Houston              | 55               | 27               | 82               | 0                | .671             | 12               |
| 4                | Clippers de Los Angeles         | 51               | 31               | 82               | 0                | .622             | 16               |
| 5                | Jazz de l'Utah                  | 51               | 31               | 82               | 0                | .622             | 16               |
| 6                | Thunder d'Oklahoma City         | 47               | 35               | 82               | 0                | .573             | 20               |
| 7                | Grizzlies de Memphis            | 43               | 39               | 82               | 0                | .524             | 24               |
| 8                | Trail Blazers de Portland       | 41               | 41               | 82               | 0                | .500             | 26               |
|                  |                                 |                  |                  |                  |                  |                  |                  |
| 9                | Nuggets de Denver               | 40               | 42               | 82               | 0                | .488             | 27               |
| 10               | Pelicans de La Nouvelle-Orléans | 34               | 48               | 82               | 0                | .415             | 33               |
| 11               | Mavericks de Dallas             | 33               | 49               | 82               | 0                | .402             | 34               |
| 12               | Kings de Sacramento             | 32               | 50               | 82               | 0                | .390             | 35               |
| 13               | Timberwolves du Minnesota       | 31               | 51               | 82               | 0                | .378             | 36               |
| 14               | Lakers de Los Angeles           | 26               | 56               | 82               | 0                | .317             | 41               |
| 15               | Suns de Phoenix                 | 24               | 58               | 82               | 0                | .293             | 43               |

## Play-offs
Les playoffs sont disputés par les huit équipes les mieux classées de la conférence Est et par les huit les mieux classées de la conférence Ouest. Le tableau suivant résume les résultats.

### Tableau
|  | 1er tour         | 1er tour                  | 1er tour                 |   |                          | Demi-finales de Conférence | Demi-finales de Conférence | Demi-finales de Conférence |  |   | Finales de Conférence    | Finales de Conférence | Finales de Conférence |  |    | Finales NBA            | Finales NBA | Finales NBA |
|  |                  |                           |                          |   |                          |                            |                            |                            |  |   |                          |                       |                       |  |    |                        |             |             |
|  | 1                | Celtics de Boston         | 4                        |   |                          |                            |                            |                            |  |   |                          |                       |                       |  |    |                        |             |             |
|  | 8                | Bulls de Chicago          | 2                        |   |                          |                            |                            |                            |  |   |                          |                       |                       |  |    |                        |             |             |
|  | 8                | Bulls de Chicago          | 2                        |   | 1                        | Celtics de Boston          | 4                          |                            |  |   |                          |                       |                       |  |    |                        |             |             |
|  |                  |                           |                          |   | 1                        | Celtics de Boston          | 4                          |                            |  |   |                          |                       |                       |  |    |                        |             |             |
|  |                  | 4                         | Wizards de Washington    | 3 |                          |                            |                            |                            |  |   |                          |                       |                       |  |    |                        |             |             |
|  | 4                | 4                         | Wizards de Washington    | 3 | Wizards de Washington    | 4                          |                            |                            |  |   |                          |                       |                       |  |    |                        |             |             |
|  | 4                |                           |                          |   | Wizards de Washington    | 4                          |                            |                            |  |   |                          |                       |                       |  |    |                        |             |             |
|  | 5                | Hawks d'Atlanta           | 2                        |   |                          |                            |                            |                            |  |   |                          |                       |                       |  |    |                        |             |             |
|  | 5                | Hawks d'Atlanta           | 2                        |   |                          |                            |                            |                            |  | 1 | Celtics de Boston        | 1                     |                       |  |    |                        |             |             |
|  | Conférence Est   |                           |                          |   |                          |                            |                            |                            |  | 1 | Celtics de Boston        | 1                     |                       |  |    |                        |             |             |
|  |                  | 2                         | Cavaliers de Cleveland   | 4 |                          |                            |                            |                            |  |   |                          |                       |                       |  |    |                        |             |             |
|  | 3                | 2                         | Cavaliers de Cleveland   | 4 | Raptors de Toronto       | 4                          |                            |                            |  |   |                          |                       |                       |  |    |                        |             |             |
|  | 3                |                           |                          |   | Raptors de Toronto       | 4                          |                            |                            |  |   |                          |                       |                       |  |    |                        |             |             |
|  | 6                | Bucks de Milwaukee        | 2                        |   |                          |                            |                            |                            |  |   |                          |                       |                       |  |    |                        |             |             |
|  | 6                | Bucks de Milwaukee        | 2                        |   | 3                        | Raptors de Toronto         | 0                          |                            |  |   |                          |                       |                       |  |    |                        |             |             |
|  |                  |                           |                          |   | 3                        | Raptors de Toronto         | 0                          |                            |  |   |                          |                       |                       |  |    |                        |             |             |
|  |                  | 2                         | Cavaliers de Cleveland   | 4 |                          |                            |                            |                            |  |   |                          |                       |                       |  |    |                        |             |             |
|  | 2                | 2                         | Cavaliers de Cleveland   | 4 | Cavaliers de Cleveland   | 4                          |                            |                            |  |   |                          |                       |                       |  |    |                        |             |             |
|  | 2                |                           |                          |   | Cavaliers de Cleveland   | 4                          |                            |                            |  |   |                          |                       |                       |  |    |                        |             |             |
|  | 7                | Pacers de l'Indiana       | 0                        |   |                          |                            |                            |                            |  |   |                          |                       |                       |  |    |                        |             |             |
|  | 7                | Pacers de l'Indiana       | 0                        |   |                          |                            |                            |                            |  |   |                          |                       |                       |  | E2 | Cavaliers de Cleveland | 1           |             |
|  |                  |                           |                          |   |                          |                            |                            |                            |  |   |                          |                       |                       |  | E2 | Cavaliers de Cleveland | 1           |             |
|  |                  | W1                        | Warriors de Golden State | 4 |                          |                            |                            |                            |  |   |                          |                       |                       |  |    |                        |             |             |
|  | 1                | W1                        | Warriors de Golden State | 4 | Warriors de Golden State | 4                          |                            |                            |  |   |                          |                       |                       |  |    |                        |             |             |
|  | 1                |                           |                          |   | Warriors de Golden State | 4                          |                            |                            |  |   |                          |                       |                       |  |    |                        |             |             |
|  | 8                | Trail Blazers de Portland | 0                        |   |                          |                            |                            |                            |  |   |                          |                       |                       |  |    |                        |             |             |
|  | 8                | Trail Blazers de Portland | 0                        |   | 1                        | Warriors de Golden State   | 4                          |                            |  |   |                          |                       |                       |  |    |                        |             |             |
|  |                  |                           |                          |   | 1                        | Warriors de Golden State   | 4                          |                            |  |   |                          |                       |                       |  |    |                        |             |             |
|  |                  | 5                         | Jazz de l'Utah           | 0 |                          |                            |                            |                            |  |   |                          |                       |                       |  |    |                        |             |             |
|  | 4                | 5                         | Jazz de l'Utah           | 0 | Clippers de Los Angeles  | 3                          |                            |                            |  |   |                          |                       |                       |  |    |                        |             |             |
|  | 4                |                           |                          |   | Clippers de Los Angeles  | 3                          |                            |                            |  |   |                          |                       |                       |  |    |                        |             |             |
|  | 5                | Jazz de l'Utah            | 4                        |   |                          |                            |                            |                            |  |   |                          |                       |                       |  |    |                        |             |             |
|  | 5                | Jazz de l'Utah            | 4                        |   |                          |                            |                            |                            |  | 1 | Warriors de Golden State | 4                     |                       |  |    |                        |             |             |
|  | Conférence Ouest |                           |                          |   |                          |                            |                            |                            |  | 1 | Warriors de Golden State | 4                     |                       |  |    |                        |             |             |
|  |                  | 2                         | Spurs de San Antonio     | 0 |                          |                            |                            |                            |  |   |                          |                       |                       |  |    |                        |             |             |
|  | 3                | 2                         | Spurs de San Antonio     | 0 | Rockets de Houston       | 4                          |                            |                            |  |   |                          |                       |                       |  |    |                        |             |             |
|  | 3                |                           |                          |   | Rockets de Houston       | 4                          |                            |                            |  |   |                          |                       |                       |  |    |                        |             |             |
|  | 6                | Thunder d'Oklahoma City   | 1                        |   |                          |                            |                            |                            |  |   |                          |                       |                       |  |    |                        |             |             |
|  | 6                | Thunder d'Oklahoma City   | 1                        |   | 3                        | Rockets de Houston         | 2                          |                            |  |   |                          |                       |                       |  |    |                        |             |             |
|  |                  |                           |                          |   | 3                        | Rockets de Houston         | 2                          |                            |  |   |                          |                       |                       |  |    |                        |             |             |
|  |                  | 2                         | Spurs de San Antonio     | 4 |                          |                            |                            |                            |  |   |                          |                       |                       |  |    |                        |             |             |
|  | 2                | 2                         | Spurs de San Antonio     | 4 | Spurs de San Antonio     | 4                          |                            |                            |  |   |                          |                       |                       |  |    |                        |             |             |
|  | 2                |                           |                          |   | Spurs de San Antonio     | 4                          |                            |                            |  |   |                          |                       |                       |  |    |                        |             |             |
|  | 7                | Grizzlies de Memphis      | 2                        |   |                          |                            |                            |                            |  |   |                          |                       |                       |  |    |                        |             |             |

### Meilleurs joueurs par statistiques
Pour pouvoir être classé et prétendre au titre de meilleur de la ligue dans une catégorie de statistique, le joueur doit répondre à un minimum de critères édictés dans le Rate Statistic Requirements.
Source: espn.go.com  Mise à jour au 12 avril 2017 (Fin de la saison)
| Catégorie                      | Joueur            | Équipe                    | Statistique |
| ------------------------------ | ----------------- | ------------------------- | ----------- |
| Points par match               | Russell Westbrook | Thunder d'Oklahoma City   | 31.6        |
| Rebonds par match              | Hassan Whiteside  | Heat de Miami             | 14.1        |
| Passes par match               | James Harden      | Rockets de Houston        | 11.2        |
| Interceptions par match        | Draymond Green    | Warriors de Golden State  | 2.03        |
| Contres par match              | Rudy Gobert       | Utah Jazz                 | 2.67        |
| Minutes jouées par match       | LeBron James      | Cavaliers de Cleveland    | 37.8        |
| Pourcentage de réussite        | DeAndre Jordan    | Clippers de Los Angeles   | 71.4%       |
| Pourcentage à 3 points         | Kyle Korver       | Cavaliers de Cleveland    | 45,1 %      |
| Pourcentage aux lancers francs | C.J McCollum      | Trail Blazers de Portland | 91.2%       |
| Double-doubles                 | James Harden      | Rockets de Houston        | 64          |
| Triple-doubles                 | Russell Westbrook | Thunder d'Oklahoma City   | 42          |

### Statistiques équipes
Source: espn.go.com  Mise à jour au 13 avril 2017 (Fin de la saison)
| Catégorie                        | Équipe                   | Statistique |
| -------------------------------- | ------------------------ | ----------- |
| Points par match (max)           | Warriors de Golden State | 115.9       |
| Rebonds par match                | Thunder d'Oklahoma City  | 46.6        |
| Passes par match                 | Warriors de Golden State | 30.4        |
| Interceptions par match          | Warriors de Golden State | 9.6         |
| Contres par match                | Warriors de Golden State | 6.8         |
| Pertes de balles par match (max) | 76ers de Philadelphie    | 16.0        |
| Pertes de balles par match (min) | Hornets de Charlotte     | 11.0        |
| Pourcentage de réussite          | Warriors de Golden State | 49.5%       |
| Pourcentage à 3 points           | Spurs de San Antonio     | 39.1%       |
| Pourcentage aux lancers francs   | Hornets de Charlotte     | 81.5%       |
| Différentiel de points (+/-)     | Warriors de Golden State | + 11.6      |

### Records individuels
| Catégorie                   | Joueur                                       | Équipe                                                           | Statistique | Date                                              |
| --------------------------- | -------------------------------------------- | ---------------------------------------------------------------- | ----------- | ------------------------------------------------- |
| Minutes                     | Paul Millsap                                 | Hawks d'Atlanta                                                  | 60 (4OT)    | 29 janvier 2017                                   |
| Points                      | Devin Booker                                 | Suns de Phoenix                                                  | 70          | 24 mars 2017                                      |
| Rebonds                     | Hassan Whiteside DeAndre Jordan Rudy Gobert  | Heat de Miami Clippers de Los Angeles Jazz de l'Utah             | 25          | 15 novembre 2016 28 décembre 2016 20 janvier 2017 |
| Rebonds défensifs           | DeAndre Jordan                               | Clippers de Los Angeles                                          | 20          | 28 décembre 2016                                  |
| Rebonds offensifs           | Jonas Valančiūnas Steven Adams Rudy Gobert   | Raptors de Toronto Thunder d'Oklahoma City Jazz de l'Utah        | 11          | 10 janvier 2017 3 février 2017 22 mars 2017       |
| Passes décisives            | Russell Westbrook                            | Thunder d'Oklahoma City                                          | 22          | 17 décembre 2016                                  |
| Interceptions               | Draymond Green                               | Warriors de Golden State                                         | 10          | 10 février 2017                                   |
| Contres                     | Robin Lopez                                  | Bulls de Chicago                                                 | 8           | 30 novembre 2016 15 février 2017                  |
| Balles perdues              | James Harden                                 | Rockets de Houston                                               | 12          | 23 novembre 2016                                  |
| Tirs marqués                | Klay Thompson Russell Westbrook Devin Booker | Warriors de Golden State Thunder d'Oklahoma City Suns de Phoenix | 21          | 5 décembre 2016 7 mars 2017 24 mars 2017          |
| Tirs tentés                 | Russell Westbrook                            | Thunder d'Oklahoma City                                          | 44          | 28 octobre 2016                                   |
| Tirs à trois points marqués | Stephen Curry                                | Warriors de Golden State                                         | 13          | 7 novembre 2016                                   |
| Tirs à trois points tentés  | Stephen Curry Eric Gordon                    | Warriors de Golden State Rockets de Houston                      | 17          | 7 novembre 2016 18 janvier 2017                   |
| Lancers francs marqués      | Devin Booker                                 | Suns de Phoenix                                                  | 24          | 24 mars 2017                                      |
| Lancers francs tentés       | Devin Booker                                 | Suns de Phoenix                                                  | 26          | 24 mars 2017                                      |

- Dernière mise à jour après les matchs du 13 avril 2017 (Fin de la saison)

## Récompenses

### Trophées annuels
Pour la première fois, une cérémonie de remise des trophées est organisée le 26 juin 2017. Cette cérémonie accueille sept nouvelles récompenses pour lesquelles les fans nomineront le vainqueur. Au cours de cette soirée, un award d'honneur est remis à Bill Russell.
| Récompenses                  | Vainqueur                                   | Finalistes                                                                                        |
| ---------------------------- | ------------------------------------------- | ------------------------------------------------------------------------------------------------- |
| Most Valuable Player         | Russell Westbrook (Thunder d'Oklahoma City) | James Harden (Rockets de Houston) Kawhi Leonard (Spurs de San Antonio)                            |
| Defensive Player of the Year | Draymond Green (Warriors de Golden State)   | Rudy Gobert (Jazz de l'Utah) Kawhi Leonard (Spurs de San Antonio)                                 |
| Rookie of the Year           | Malcolm Brogdon (Bucks de Milwaukee)        | Joel Embiid (76ers de Philadelphie) Dario Šarić (76ers de Philadelphie)                           |
| Sixth Man of the Year        | Eric Gordon (Rockets de Houston)            | Andre Iguodala (Warriors de Golden State) Lou Williams (Lakers de Los Angeles/Rockets de Houston) |
| Most Improved Player         | Giánnis Antetokoúnmpo (Bucks de Milwaukee)  | Rudy Gobert (Jazz de l'Utah) Nikola Jokić (Nuggets de Denver)                                     |
| Coach of the Year            | Mike D'Antoni (Rockets de Houston)          | Gregg Popovich (Spurs de San Antonio) Erik Spoelstra (Heat de Miami)                              |

- Executive of the Year : Bob Myers, Warriors de Golden State
- NBA Sportsmanship Award : Kemba Walker, Hornets de Charlotte
- J. Walter Kennedy Citizenship Award : LeBron James, Cavaliers de Cleveland[33]
- Twyman-Stokes Teammate of the Year Award : Dirk Nowitzki, Mavericks de Dallas

- Performance de l'année (Performance of the Year) : les 60 points en 3 quart-temps de Klay Thompson le 5 décembre 2016.
- Dunk de l'année (Dunk of the Year) : Victor Oladipo, Thunder d'Oklahoma City le 5 décembre 2016.
- Tir de la gagne de l'année (Game Winner of the Year) : Russell Westbrook, Thunder d'Oklahoma City contre les Nuggets de Denver, le 9 avril 2017.
- Passe de l'année (Assist of the Year) : Stephen Curry, Golden State Warriors pour Kevin Durant, le 5 décembre 2016.
- Contre de l'année (Block of the Year) : Kawhi Leonard, Spurs de San Antonio sur James Harden, le 6 mars 2017.
- Meilleur moment des playoffs (Best Playoff Moment) : Tir à 3 point clutch de Kevin Durant Game 3 des Finales NBA, le 7 juin 2017.
- Meilleur style vestimentaire (Best Style) : Russell Westbrook, Thunder d'Oklahoma City

| - All-NBA First Team : - F LeBron James, Cavaliers de Cleveland - F Kawhi Leonard, Spurs de San Antonio - C Anthony Davis, Pelicans de La Nouvelle-Orléans - G James Harden, Rockets de Houston - G Russell Westbrook, Thunder d'Oklahoma City | - All-NBA Second Team : - F Giánnis Antetokoúnmpo, Bucks de Milwaukee - F Kevin Durant, Warriors de Golden State - C Rudy Gobert, Jazz de l'Utah - G Stephen Curry, Warriors de Golden State - G Isaiah Thomas, Celtics de Boston | - All-NBA Third Team : - F Draymond Green, Warriors de Golden State - F Jimmy Butler, Bulls de Chicago - C DeAndre Jordan, Clippers de Los Angeles - G John Wall, Wizards de Washington - G DeMar DeRozan, Raptors de Toronto |

| - NBA All-Defensive First Team : - F Draymond Green, Warriors de Golden State - F Kawhi Leonard, Spurs de San Antonio - C Rudy Gobert, Jazz de l'Utah - G Chris Paul, Clippers de Los Angeles - G Patrick Beverley, Rockets de Houston | - NBA All-Defensive Second Team : - F Giánnis Antetokoúnmpo, Bucks de Milwaukee - F André Roberson, Thunder d'Oklahoma City - C Anthony Davis, Pelicans de La Nouvelle-Orléans - G Tony Allen, Grizzlies de Memphis - G Danny Green, Spurs de San Antonio |

| - NBA All-Rookie First Team : - F Malcolm Brogdon, Bucks de Milwaukee - F Willy Hernangómez, Knicks de New York - C Joel Embiid, 76ers de Philadelphie - G Dario Šarić, 76ers de Philadelphie - G Buddy Hield, Kings de Sacramento | - NBA All-Rookie Second Team : - F Brandon Ingram, Lakers de Los Angeles - F Jaylen Brown, Celtics de Boston - C Marquese Chriss, Suns de Phoenix - G Yogi Ferrell, Mavericks de Dallas - G Jamal Murray, Nuggets de Denver |

- MVP des Finales : Kevin Durant, Warriors de Golden State

### Joueurs de la semaine
| Semaine                   | Conférence Est                                   | Conférence Ouest                                      |
| ------------------------- | ------------------------------------------------ | ----------------------------------------------------- |
| 25 octobre – 30 octobre   | LeBron James (Cavaliers de Cleveland) (1/4)      | Russell Westbrook (Thunder d'Oklahoma City) (1/4)     |
| 31 octobre – 6 novembre   | LeBron James (Cavaliers de Cleveland) (2/4)      | George Hill (Jazz de l'Utah) (1/1)                    |
| 7 novembre – 13 novembre  | DeMar DeRozan (Raptors de Toronto) (1/4)         | James Harden (Rockets de Houston) (1/4)               |
| 14 novembre – 20 novembre | Jimmy Butler (Bulls de Chicago) (1/3)            | Anthony Davis (Pélicans de La Nouvelle-Orléans) (1/1) |
| 21 novembre – 27 novembre | Kevin Love (Cavaliers de Cleveland) (1/1)        | Kevin Durant (Warriors de Golden State) (1/1)         |
| 28 novembre – 4 décembre  | Giánnis Antetokoúnmpo (Bucks de Milwaukee) (1/1) | Russell Westbrook (Thunder d'Oklahoma City) (2/4)     |
| 5 décembre – 11 décembre  | LeBron James (Cavaliers de Cleveland) (3/4)      | Marc Gasol (Grizzlies de Memphis) (1/1)               |
| 12 décembre – 18 décembre | DeMar DeRozan (Raptors de Toronto) (2/4)         | James Harden (Rockets de Houston) (2/4)               |
| 19 décembre – 25 décembre | Isaiah Thomas (Celtics de Boston) (1/2)          | Russell Westbrook (Thunder d'Oklahoma City) (3/4)     |
| 26 décembre – 1er janvier | John Wall (Wizards de Washington) (1/2)          | James Harden (Rockets de Houston) (3/4)               |
| 2 janvier – 8 janvier     | Jimmy Butler (Bulls de Chicago) (2/3)            | Stephen Curry (Warriors de Golden State) (1/3)        |
| 9 janvier – 15 janvier    | DeMar DeRozan (Raptors de Toronto) (3/4)         | Gordon Hayward (Jazz de l'Utah) (1/1)                 |
| 16 janvier – 22 janvier   | Joel Embiid (76ers de Philadelphie) (1/1)        | Kawhi Leonard (Spurs de San Antonio) (1/2)            |
| 23 janvier – 29 janvier   | Dion Waiters (Heat de Miami) (1/1)               | DeMarcus Cousins (Kings de Sacramento) (1/1)          |
| 30 janvier – 5 février    | Isaiah Thomas (Celtics de Boston) (2/2)          | Stephen Curry (Warriors de Golden State) (2/3)        |
| 6 février – 12 février    | LeBron James (Cavaliers de Cleveland) (4/4)      | Blake Griffin (Clippers de Los Angeles) (1/1)         |
| 27 février – 5 mars       | Kemba Walker (Hornets de Charlotte) (1/1)        | Kawhi Leonard (Spurs de San Antonio) (2/2)            |
| 6 mars – 12 mars          | John Wall (Wizards de Washington) (2/2)          | Karl-Anthony Towns (Timberwolves du Minnesota) (1/1)  |
| 13 mars – 19 mars         | Hassan Whiteside (Heat de Miami) (1/1)           | Damian Lillard (Trail Blazers de Portland) (1/1)      |
| 20 mars – 26 mars         | DeMar DeRozan (Raptors de Toronto) (4/4)         | James Harden (Rockets de Houston) (4/4)               |
| 27 mars – 2 avril         | Jimmy Butler (Bulls de Chicago) (3/3)            | Stephen Curry (Warriors de Golden State) (3/3)        |
| 4 avril – 9 avril         | Paul George (Pacers de l'Indiana) (1/1)          | Russell Westbrook (Thunder d'Oklahoma City) (4/4)     |

### Joueurs du mois
| Mois             | Conférence Est                                   | Conférence Ouest                                                                             |
| ---------------- | ------------------------------------------------ | -------------------------------------------------------------------------------------------- |
| Octobre/Novembre | LeBron James (Cavaliers de Cleveland) (1/2)      | Russell Westbrook (Thunder d'Oklahoma City) (1/2)                                            |
| Décembre         | John Wall (Wizards de Washington) (1/1)          | James Harden (Rockets de Houston) (1/1)                                                      |
| Janvier          | Isaiah Thomas (Celtics de Boston) (1/1)          | Stephen Curry (Warriors de Golden State) (1/1) Kevin Durant (Warriors de Golden State) (1/1) |
| Février          | LeBron James (Cavaliers de Cleveland) (2/2)      | Russell Westbrook (Thunder d'Oklahoma City) (2/2)                                            |
| Mars             | Giánnis Antetokoúnmpo (Bucks de Milwaukee) (1/1) | Damian Lillard (Trail Blazers de Portland) (1/1)                                             |
| Avril            | Paul George (Pacers de l'Indiana) (1/1)          | Chris Paul (Clippers de Los Angeles) (1/1)                                                   |

### Rookies du mois
| Mois             | Conférence Est                               | Conférence Ouest                                    |
| ---------------- | -------------------------------------------- | --------------------------------------------------- |
| Octobre/Novembre | Joel Embiid (76ers de Philadelphie) (1/3)    | Jamal Murray (Nuggets de Denver) (1/1)              |
| Décembre         | Joel Embiid (76ers de Philadelphie) (2/3)    | Buddy Hield (Pelicans de La Nouvelle-Orléans) (1/2) |
| Janvier          | Joel Embiid (76ers de Philadelphie) (3/3)    | Marquese Chriss (Suns de Phoenix) (1/1)             |
| Février          | Dario Šarić (76ers de Philadelphie) (1/2)    | Yogi Ferrell (Mavericks de Dallas) (1/1)            |
| Mars             | Dario Šarić (76ers de Philadelphie) (2/2)    | Buddy Hield (Kings de Sacramento) (2/2)             |
| Avril            | Willy Hernangómez (Knicks de New York) (1/1) | Tyler Ulis (Suns de Phoenix) (1/1)                  |

### Entraîneurs du mois
| Mois             | Conférence Est                             | Conférence Ouest                               |
| ---------------- | ------------------------------------------ | ---------------------------------------------- |
| Octobre/Novembre | Tyronn Lue (Cavaliers de Cleveland) (1/1)  | Steve Kerr (Warriors de Golden State) (1/2)    |
| Décembre         | Dwane Casey (Raptors de Toronto) (1/1)     | Mike D'Antoni (Rockets de Houston) (1/1)       |
| Janvier          | Scott Brooks (Wizards de Washington) (1/1) | Steve Kerr (Warriors de Golden State) (2/2)    |
| Février          | Erik Spoelstra (Heat de Miami) (1/1)       | Gregg Popovich (Spurs de San Antonio) (1/1)    |
| Mars             | Jason Kidd (Bucks de Milwaukee) (1/1)      | Terry Stotts (Trail Blazers de Portland) (1/1) |
| Avril            | Nate McMillan (Pacers de l'Indiana) (1/1)  | Doc Rivers (Clippers de Los Angeles) (1/1)     |